# Rackelhahn

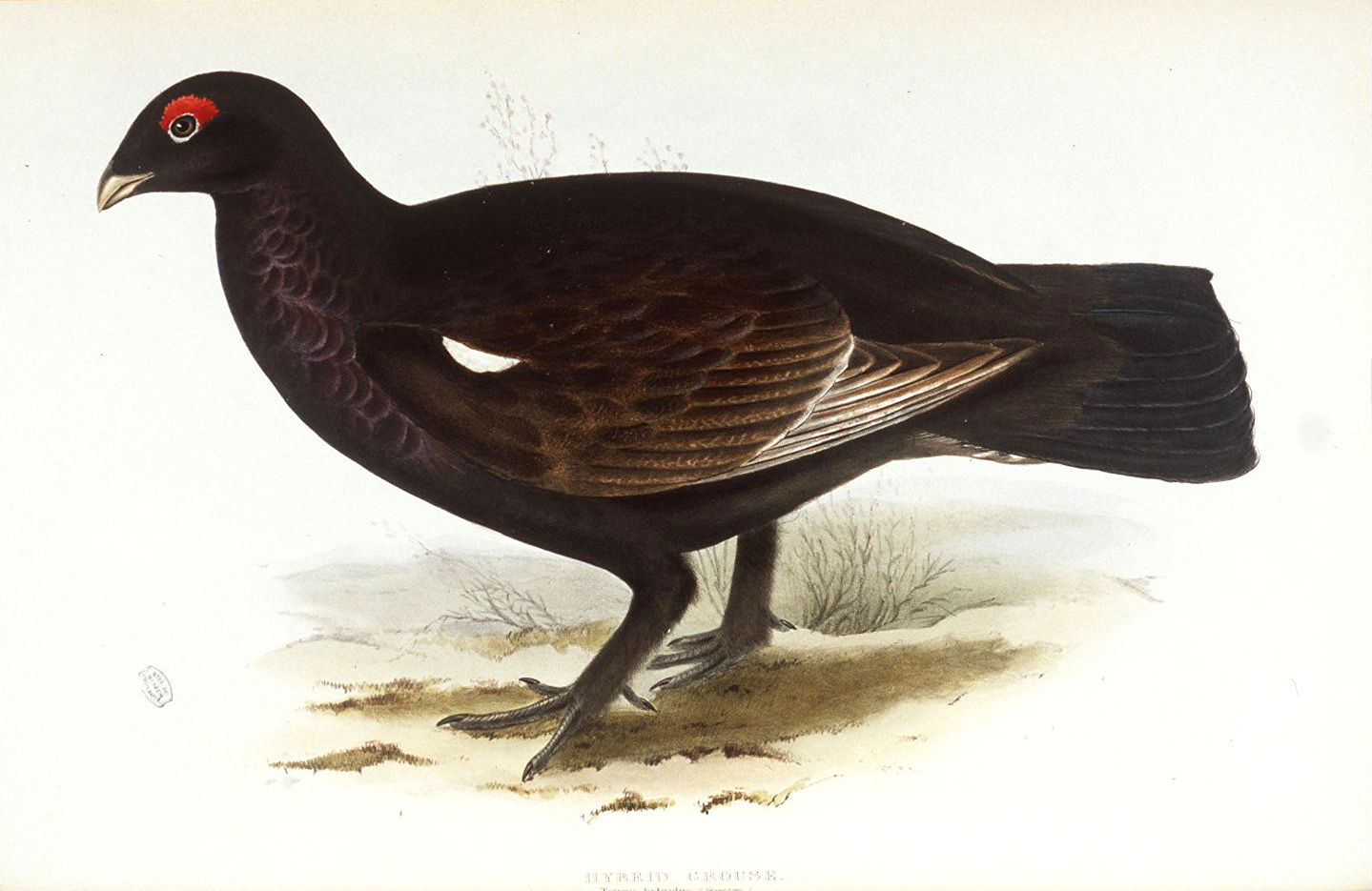
Représentation d’un « rackelhahn ».

Le Rackelhahn, plus scientifiquement désigné par Tetrao urogallus x Lyrurus tetrix, est un hybride produit par le croisement d'un(e) Grand Tétras et d'un(e) tétras-lyre. Assez commun dans les régions ou cohabitent les deux espèces, il peut être soit mâle, soit femelle.

## Types d'hybrides
Deux types existent :
- Lyrurus tetrix mâle avec Tetrao urogallus femelle : le plus courant des deux.
- Tetrao urogallus mâle avec Lyrurus tetrix femelle : rare en raison de la grand différence de taille entre le mâle urogalle et la femelle lyrure.

Les hybrides peuvent parfois, s'ils sont féconds, s'accoupler avec un représentant de Lyrurus tetrix ou de Tetrao urogallus et donner ainsi naissance à des métis de seconde génération. Ceci reste cependant assez rare.
De ces croisements peuvent naître des hybrides arborant une infinité de variations de plumage.

## Nomenclature
De nombreux noms latins ont été inventés pour désigner ce type d'hybride ; les naturalistes prenant leurs spécimens pour les représentants d'une espèce particulière. Les principaux Nomen dubium sont :
- Tetrao hybridus (Linnaeus, 1761)
- Tetrao medius (Meyer, 1811)
- tetrao urogallo-tetrix (Collett, 1872)

## Identification
La variété de plumage du tétras hybride fait qu'il est très difficile à décrire.
Suit la description du métis le plus commun issu du croisement d'un tétras-lyre mâle avec un Grand Tétras femelle.

### Mâles
- Le mâle est principalement sombre ; ses ailes sont brun-noir ; des reflets bleu-violacés sont visibles sur son plastron ; certains individus ont quelques rares taches blanches sur le dessus de leur queue et la pointe blanche sur les plumes du dessous de la queue. Son épaule est, comme chez ses deux parents, ornée d’une tache blanche. Ses caroncules sont rouge vif.
- Sa taille est intermédiaire entre celle du Grand Tétras et du tétras-lyre, il semble donc géant comparé au tétras-lyre, et petit comparé au Grand Tétras.
- Sa queue forme un demi-cercle, aux bords légèrement recourbés.

### Femelles
- La femelle est difficilement reconnaissable par rapport aux deux espèces pures ; elle est brun-noirâtre, parsemé de gris, de rouille et de roux.
- Sa taille est également intermédiaire et peut ressembler à une jeune poule de Grand Tétras.
- Sa queue peut être droite, comme la femelle urogalle, ou fourchue, comme chez la femelle lyrure.

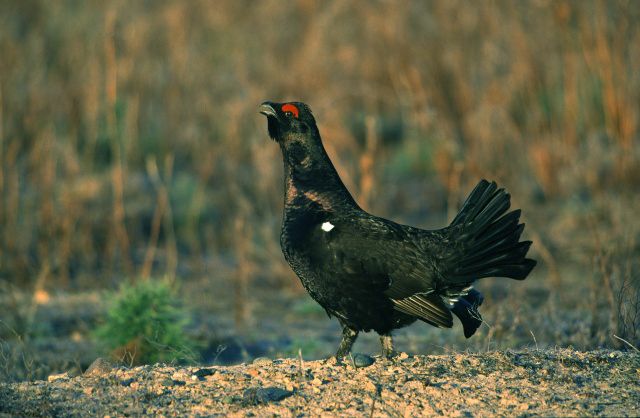
« Rackelhahn » mâle en parade.

## Pariades, voix et caractère
- Le rackelhahn n’a pas de place de chant précise et vagabonde tantôt sur celles du Grand Tétras, tantôt sur celles du tétras-lyre, semant la confusion sur son passage.
- Il déploie sa roue et lance une curieuse strophe variant selon les régions, mais principalement d’une sorte de cisaillement désagréable, et de « toc…toc…toc… ».
- les poules tetrix sont souvent indifférentes à ces individus, parfois craintives, mais parfois « amadouées » comme avec les coqs « purs ».
- Son caractère varie selon les individus, il peut être de craintif à agressif. Il est déjà arrivé qu’un hybride s’acharne sur un tétras-lyre (mâle ou femelle) jusqu’à sa mort.

## Causes supposées d'hybridation
La présence des deux espèces dans une même région explique la naissance d’hybrides :
- Si les places de chant des deux espèces sont proches, il est possible qu’une poule d’une espèce se pose sur une place de chant de l’autre espèce, et qu’elle soit fécondée, ou vice-versa.
- Dans les régions ou l’une des deux espèces se raréfie, il est possible que les poules d’une espèce, n’ayant pas de place de chant de leur espèce « à visiter », aillent sur l’une de l’autre espèce.
- Néanmoins, le morcellement de l’aire de répartition des deux espèces tend à éviter l’hybridation, ainsi, autrefois possible en France, elle ne l’est plus aujourd’hui.

## Source
- Les coqs de bruyères, M. Couturier (1980), Vol I.